# 刑事ベルモア/共謀者
『刑事ベルモア/共謀者』（けいじベルモア/きょうぼうしゃ、Last Man Standing）は、1995年のアメリカ合衆国のアクションビデオ映画。ジェフ・ウィンコット、ジュリアン・マクワーター、スティーヴ・イースティン出演。
日本では1996年に日本ヘラルド映画からビデオが発売された。

## ストーリー
スネークというあだ名で呼ばれているアンダーウッド率いる強盗団は、次々と銀行を襲撃し預金を強奪していた。彼らは周到な計画で強盗を実行していたため、警察は強盗団の誰1人として逮捕できていなかった。そんなときホテルの支配人からスイートルームに泊まる客がチェックアウトを拒否してドアを開けないという通報を受け、ホテルまで駆け付けたカート・ベルモア刑事と相棒のドクことフランク・ケイン刑事の2人は、支配人の案内でスイートルームの前まで来る。そのスイートルーム内では、強盗団に参加した男が強盗計画の分け前についてアンダーウッドと言い争っていた。銃で脅された男は、渋々提示額を受け入れて部屋を去ろうとするがドアの前でアンダーウッドの部下によって射殺され、その巻き添えになった支配人も犠牲となる。部屋に乗り込んだベルモアとドクが手下たちを一掃した後、逃走したアンダーウッドもベルモアが追いかけて逮捕し現場に到着したダーネル・シーグローヴ警部補らに身柄を引き渡す。夜、ベルモアの妻で銀行に務めるアナベラが銀行の財務部長に昇進したことを祝うパーティが開かれ、彼女の弟で巡査のスチュワートも訪れていた。そこに遅れて着いたベルモアはアナベラに花束と祝福の言葉を送り、パーティ後2人は愛し合う。
アンダーウッドが勾留されている警察署に来たシーグローヴは、彼に保釈金を用意したと耳打ちする。それに対しての皮肉を言うアンダーウッドに自分の警告通りにホテルを出なかったことをシーグローヴが咎め、金曜に50万ドルを自分に渡すよう命令してその場を去る。翌朝ベルモアはドクと一緒に警察署へ行き、朝礼でデメイヨ警部から未解決の案件について説明を受ける。朝礼後、ベルモアは行っていなかった射撃テストを射撃場でやっていたとき、そこで共に射撃練習をしていた証拠係のスチュワートから昨日の押収物がたった3500ドルであることを知らされる。数十万ドルあったと確信しているベルモアはシーグローヴに尋ねるが3500ドルと少量のコカインしかなかったと言われ、ベルモアがさらに問い詰めるも戯言だと一蹴される。ドクとレストランに来たベルモアがシーグローヴについて彼に聞くと、独特の方法でのし上がった野心家だと伝えられる。さらにドクから退職後に警察内部の暴露本を出すことを話されたベルモアは、シーグローヴが提出した押収額について彼に尋ねるが、この件は忘れるよう言われうやむやにされる。夜にベルモアとドクの2人が化学工場で発砲事件が発生したという通報で現場に向かい、ベルモアは警察の応援をドクに任せて先に工場へ踏み込む。ベルモアが工場内の犯人を次々と倒しているときシーグローヴら応援が到着し、外で応戦していたドクは敵を倒した後ベルモアに手をかすため工場に入る。だが彼が犯人に捕まって人質になり、ベルモアは犯人の言うことに従って銃を捨てて彼を解放させようと説得していた。しかしそのとき、シーグローヴが人質のドクを気に留めず犯人に発砲したためドクは死亡してしまう。シーグローヴがドクを巻き添えにしたことに激怒したベルモアは、彼に掴みかかろうとするが警官に制止される。相棒を失った悲しみのなかベルモアはドクの母親に彼の死を伝え、帰宅して夫を心配していたアナベラを慰める。
翌日デメイヨ警部から銃を手放したことについて叱責されたベルモアは、シーグローヴがドクを死なせた判断も正しいのかと尋ねるが、警部からあれはベルモアを守るための行為だと言われる。そして警部から調査委員会による処分内容が当分の期間の休職だと報告されたベルモアは納得できないと訴えるも、他にはデスクワークに転属するか調査委員会に直談判して解雇されるしかないと突っぱねられ、渋々休職に応じることを決める。一方、50万ドルを受け取りにアンダーウッドの自宅まで来たシーグローヴは、ベルモアを始末して自分たちが暮らしやすい環境にするまで金は渡さないと伝えられる。アンダーウッドが再び強盗をしたことを受け、ベルモアは調査委員だという人物たちに彼の釈放について異議を申し立てる。だが彼らに殺されそうになったベルモアは、シーグローヴだけではなくデメイヨも汚職に加わっていることを知り、アナベラと共に家を離れて身を隠しながら真実を暴こうとする。

## キャスト
※括弧内は日本語吹替
- カート・ベルモア刑事 - ジェフ・ウィンコット（英語版）（江原正士）
- アナベラ・ベルモア - ジュリアン・マクワーター（勝生真沙子）
- ダーネル・シーグローヴ警部補 - スティーヴ・イースティン（英語版）（筈見純）
- ”スネーク”アンダーウッド - ジョナサン・フラー（菅原正志）
- キャズ - ロバート・ラサード（英語版）
- フランク・”ドク”・ケイン刑事 - ジョナサン・バンクス
- デメイヨ警部 - マイケル・グリーン（小島敏彦）
- ルクレティア - エヴァ・ファビアン（英語版）
- ドクの母 - シャノン・ウェルズ
- ボブ・ペリー - サム・シャムシャク（城山堅）
- スチュワート - ロバート・ルイス・スティーヴンソン
- キルジョイ - フランク・H・コン（幹本雄之）
- マザーズ - フレッド・ドゥマーニ・Jr
- リチャード・スモールズ - エミール・レヴィセッティ
- ジェームズ・ブルー - セス・アイラー（仲野裕）

## スタッフ
- 監督・脚本：ジョセフ・メルヒ（英語版）
- 製作：ジョセフ・メルヒ、リチャード・ペピン
- 撮影監督：ケン・ブレイキー
- プロダクションデザイナー：グレゴリー・マーティン
- 編集：ロン・キャブレロス、クリス・ワーランド
- 衣裳デザイン：リサ・ダイハウス
- 音楽：ルイス・フェブレ（英語版）

日本語版スタッフ
- 吹替翻訳：筒井愛子